# Route départementale 52 (Lozère)
Pour les articles homonymes, voir Route départementale 52.
La route départementale 52 est une route du département de la Lozère. Elle est appelée route des lacs car elle permet l'accès aux quatre principaux lacs du plateau de l'Aubrac (d'origine glaciaire).

## Description
La Départementale 52 est une route qui traverse du nord au sud la partie la plus sauvage et la plus dépeuplée de l'Aubrac. Sur 20 km, entre Montgrousset et les Salces, la route parcourt une zone absolument déserte entre 1 200 et 1 350 m d'altitude sans rencontrer aucune intersection. Elle passe à proximité des quatre lacs de l'Aubrac et franchit le col de Bonnecombe à 1 350 m d'altitude, 4 km avant le très petit village des Salces. Ce tronçon est de loin le plus touristique et permet de découvrir à la belle saison l'Aubrac et ses grands espaces. La route est très étroite et exige une conduite prudente. En hiver, l'emprunter est déconseillé les jours de mauvais temps, en particulier les jours de tourmente, la voie pouvant se retrouver barrée par d'énormes congères d'une heure à l'autre (situation dangereuse vu l'isolement de la zone). La route est d'ailleurs fermée une grande partie de l'hiver.
Après les Salces et le col du Trébatut la route perd rapidement de l'altitude et rejoint Saint-Germain-du-Teil puis la nationale 9.

## Photos

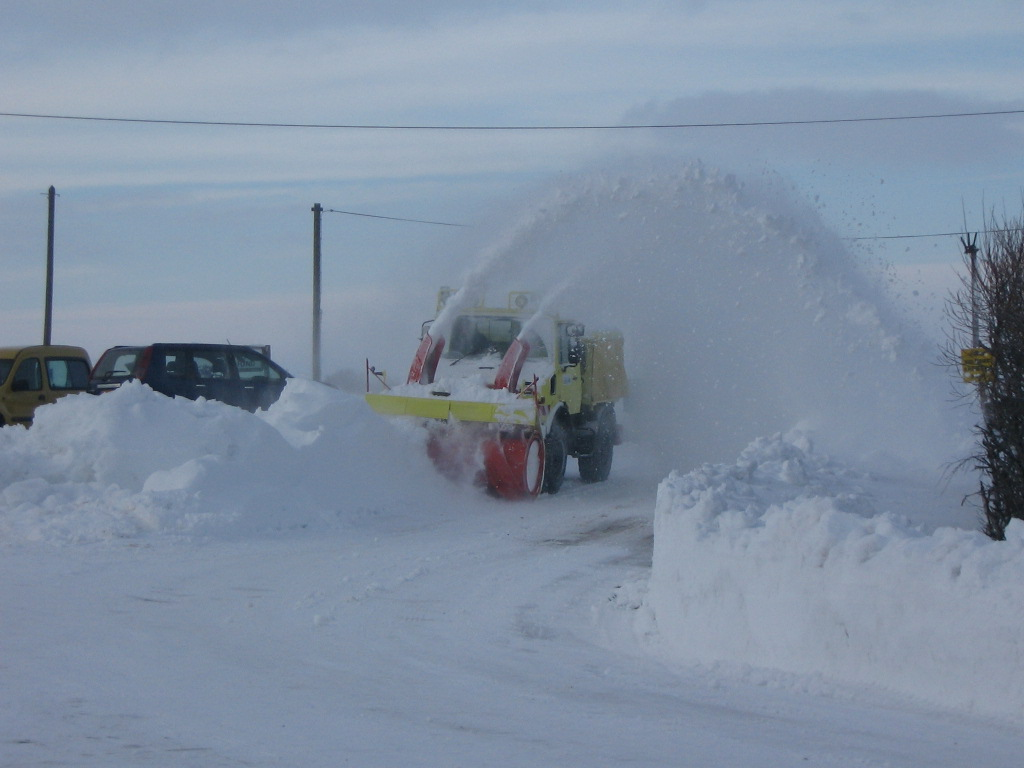
Déneigement au col de Bonnecombe à la "fraise".
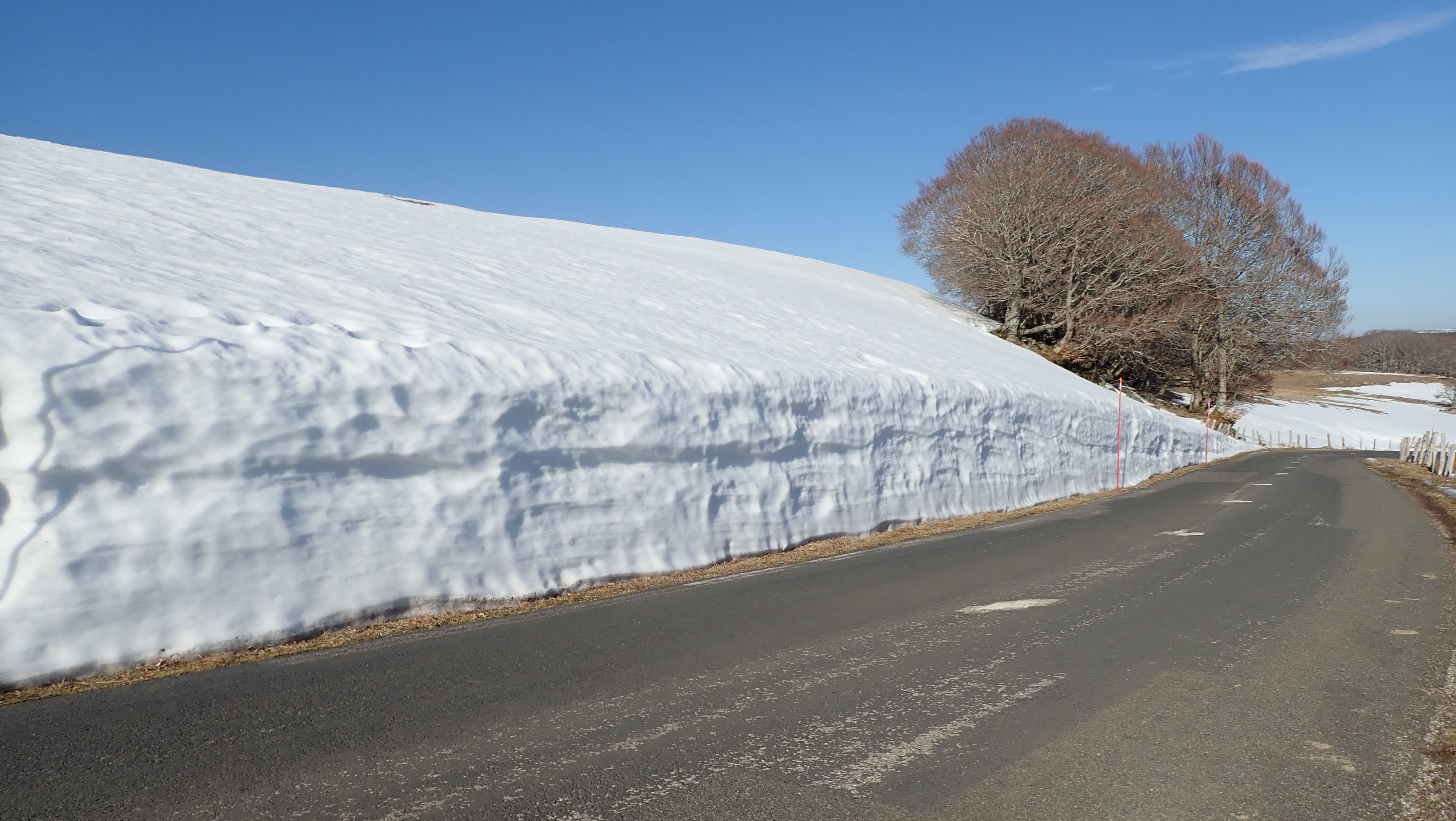
Congère sur le bord de la route.
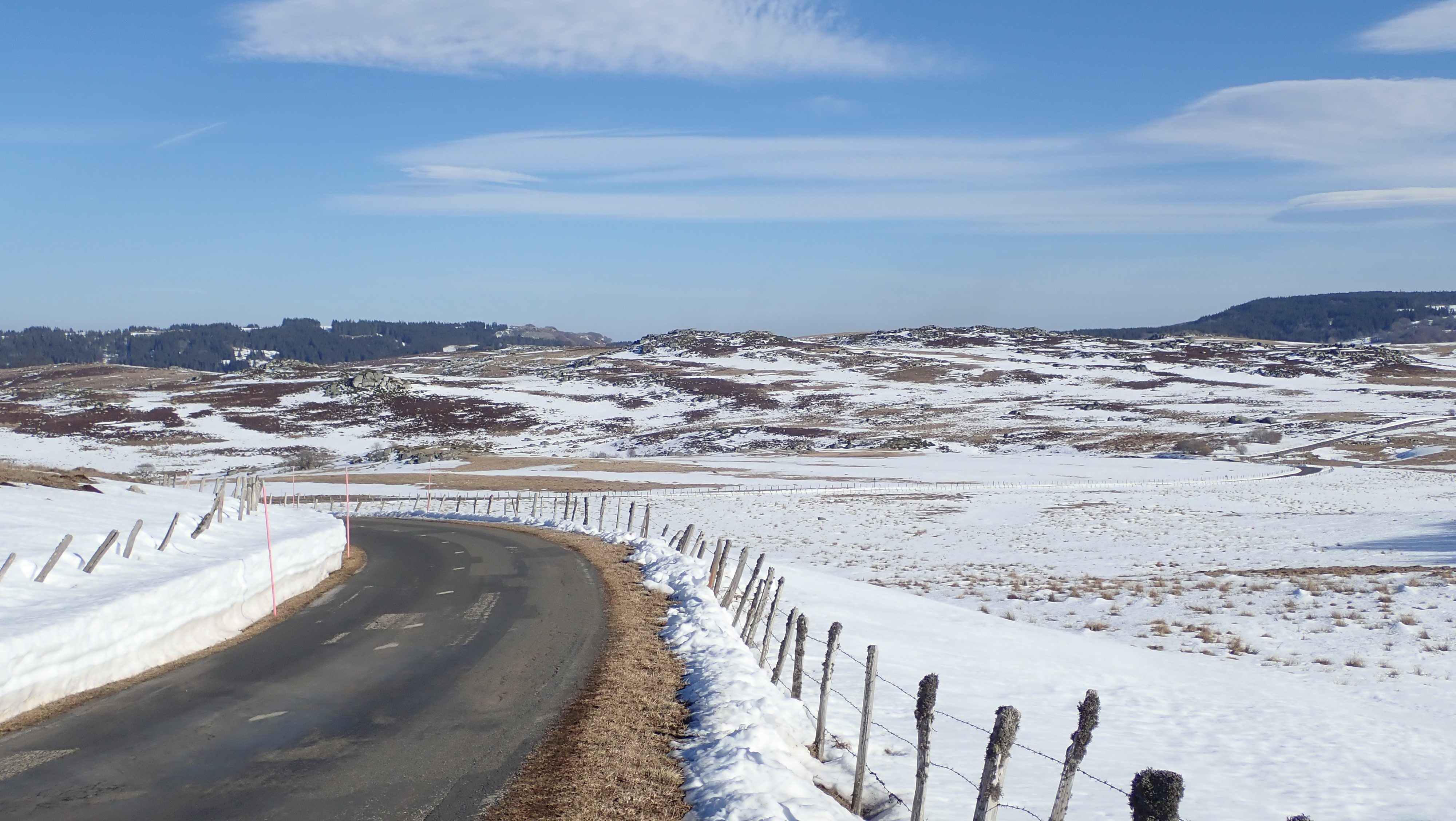
La route serpente sur le plateau.